# 奥山かずお
奥山 かずお（おくやま かずお、1939年11月11日 - 2010年4月4日）は、日本の児童文学作家。本名は奥山 一夫。日本児童文芸家協会会員であった。
1979年（昭和54年）に『木の上の少年』で講談社児童文学新人賞佳作を、2000年（平成12年）に『のどしろの海』で小川未明文学賞大賞を受賞した。

## 経歴
1939年（昭和14年）、樺太で生まれる。その後旭川市で育つ。幼少期に読んだ『ロビンソン・クルーソー』に感化され、児童文学作家を志す。
海が好きであったことから、海辺の町である根室市に転居する。若いころから創作活動を行い、北方領土の歌などの作詞を手掛けていた。1979年（昭和54年）には児童文学の登竜門とされる講談社児童文学新人賞の佳作を『木の上の少年』で受賞した。1981年（昭和56年）には北海道放送（HBC）制作のテレビドラマ『鮭を待つ少年』の原作を執筆した。これ以降、執筆構想は持ちながらも筆が進まない日々が続く。当時を振り返り、奥山本人は「当時の作品が評価され、うぬぼれて思うように書けなかった」と述べている。
ある時、奥山は北方領土の勇猛なトドの写真を目にし、長年の構想をわずか約10日で一気に物語として書き上げた。こうして完成したのが『のどしろの海』である。2000年（平成12年）10月、61歳で『のどしろの海』が小川未明文学賞の大賞を受賞する。当時創作活動の傍ら、北方四島交流センターで警備員として勤務していた。
2003年（平成15年）3月には、ハイビジョン映像株式会社から『のどしろの海』のアニメ映画化の企画が持ち込まれ、四辻たかおが監督・脚本を務めるとの報道があり、翌月にも制作委員会が発足し、来夏劇場公開予定と報じられた。しかし、実際に公開されることはなかった。2009年（平成21年）8月、『のどしろの海』が中国語に翻訳され、『紅色的海』の題で台湾にて出版された。この知らせを聞いた時には病と闘っていたが、新たな創作意欲を高めたという。2010年（平成22年）4月4日午前11時、根室市内の病院で肺癌のため死去、70歳であった。

## 主な作品
- 『木の上の少年』

第20回講談社児童文学新人賞佳作。
- 『鮭を待つ少年』

北海道放送（HBC）制作、高橋正圀脚本、甫喜本宏演出のテレビドラマ。1981年3月7日16:00-16:55に「北方領土返還キャンペーンドラマ」として単発放映された。
- 『ああ故郷は海の彼方に』

北方領土の歌。根室市音楽協会発行『ねむろの唄 : 唄でつづる根室の歴史』（1980年12月）に収録されている。
- 『のどしろの海』絵・ひらのてつお、学研の新・創作、学研教育出版、2001年3月30日、148p. ISBN 978-4-05-201525-0

第9回小川未明文学賞大賞。知床を舞台として少年の成長を描く物語。2009年に台湾で『紅色的海』として翻訳出版された。
- 『夏色のかなしみ』学習研究社、2001年6月、25p.（科学と学習の増刊 読み物特集号 話のびっくり箱 5年上）

「広報ねむろ」2001年6月号によると、「ちょっとセンチメンタルな少年少女の物語」であるという。根室市図書館で所蔵する。
- 奥山かずお「創作 金色のゴン」『児童文芸』第47巻第7号、日本児童文芸家協会 ; 東京、2002年12月、94-102頁、ISSN 0916-9857、NAID 40001601271。